# Biville-la-Baignarde
Biville-la-Baignarde és un municipi francès situat al departament del Sena Marítim i a la regió de Normandia. L'any 2007 tenia 572 habitants.

## Demografia

### Població
El 2007 la població de fet de Biville-la-Baignarde era de 572 persones. Hi havia 212 famílies de les quals 40 eren unipersonals (16 homes vivint sols i 24 dones vivint soles), 80 parelles sense fills, 84 parelles amb fills i 8 famílies monoparentals amb fills.
La població ha evolucionat segons el següent gràfic:
Habitants censats

### Habitatges
El 2007 hi havia 237 habitatges, 216 eren l'habitatge principal de la família, 16 eren segones residències i 5 estaven desocupats. Tots els 234 habitatges eren cases. Dels 216 habitatges principals, 181 estaven ocupats pels seus propietaris, 28 estaven llogats i ocupats pels llogaters i 7 estaven cedits a títol gratuït; 10 tenien dues cambres, 26 en tenien tres, 54 en tenien quatre i 125 en tenien cinc o més. 170 habitatges disposaven pel capbaix d'una plaça de pàrquing. A 85 habitatges hi havia un automòbil i a 108 n'hi havia dos o més.

### Piràmide de població
La piràmide de població per edats i sexe el 2009 era:
| Homes | Edats   | Dones |
| ----- | ------- | ----- |
| 0     | 95 o +  | 0     |
| 4     | 90 a 94 | 0     |
| 0     | 85 a 89 | 4     |
| 4     | 80 a 84 | 4     |
| 0     | 75 a 79 | 20    |
| 20    | 70 a 74 | 12    |
| 16    | 65 a 69 | 12    |
| 12    | 60 a 64 | 16    |
| 20    | 55 a 59 | 28    |
| 12    | 50 a 54 | 12    |
| 8     | 45 a 49 | 16    |
| 28    | 40 a 44 | 4     |
| 20    | 35 a 39 | 16    |
| 28    | 30 a 34 | 28    |
| 12    | 25 a 29 | 16    |
| 8     | 20 a 24 | 16    |
| 4     | 15 a 19 | 12    |
| 8     | 10 a 14 | 20    |
| 12    | 5 a 9   | 8     |
| 24    | 0 a 4   | 20    |

## Economia
El 2007 la població en edat de treballar era de 352 persones, 252 eren actives i 100 eren inactives. De les 252 persones actives 229 estaven ocupades (133 homes i 96 dones) i 23 estaven aturades (10 homes i 13 dones). De les 100 persones inactives 30 estaven jubilades, 31 estaven estudiant i 39 estaven classificades com a «altres inactius».

### Ingressos
El 2009 a Biville-la-Baignarde hi havia 239 unitats fiscals que integraven 632,5 persones, la mediana anual d'ingressos fiscals per persona era de 17.671 €.

### Activitats econòmiques
Dels 11 establiments que hi havia el 2007, 1 era d'una empresa de fabricació d'altres productes industrials, 2 d'empreses de construcció, 5 d'empreses de comerç i reparació d'automòbils, 2 d'empreses d'hostatgeria i restauració i 1 d'una empresa de serveis.
Dels 5 establiments de servei als particulars que hi havia el 2009, 1 era un taller de reparació d'automòbils i de material agrícola, 1 paleta, 1 fusteria i 2 restaurants.
L'any 2000 a Biville-la-Baignarde hi havia 7 explotacions agrícoles.

## Equipaments sanitaris i escolars
El 2009 hi havia una escola elemental integrada dins d'un grup escolar amb les comunes properes formant una escola dispersa.

## Poblacions més properes
El següent diagrama mostra les poblacions més properes.